# Campeonato Argentino de Rugby 1954
El Campeonato Argentino de Rugby de 1953 fue la décima edición del torneo de uniones regionales organizado por la Unión Argentina de Rugby. Se llevó a cabo entre el 8 agosto y el 3 de octubre de 1953. Algunos de los partidos fueron programados como preliminares a los encuentros de la Gira de Francia de 1954, permitiéndose así que los equipos del interior presenciaran a la Selección de rugby de Francia.
A partir de esta edición, la Unión de Rugby del Litoral Argentino (la cual había representado solamente a clubes rosarinos luego de que los clubes de Santa Fe y Entre Ríos se escindieran en 1950) pasó a denominarse Unión de Rugby de Rosario, nombre que mantiene hasta la actualidad.
Por primera vez en la historia del torneo un equipo además de Capital y Provincia clasificó a la final: el combinado de la ciudad de La Plata (en aquel entonces, Ciudad Eva Perón) derrotó al campeón defensor en cuartos de final y a Tucumán en semifinales, antes de caer 9-8 ante Provincia en la final.

## Equipos participantes
Participaron de esta edición once equipos: dos seleccionados de la Unión Argentina de Rugby y nueve invitados.
| Equipo           | Unión                           |
| ---------------- | ------------------------------- |
| Capital          | Unión Argentina de Rugby        |
| Ciudad Eva Perón | Combinado local                 |
| Centro           | Unión de Rugby del Centro       |
| Cuyo             | Unión de Rugby de Cuyo          |
| Mar del Plata    | Unión de Rugby de Mar del Plata |
| Norte            | Unión de Rugby del Norte        |
| Provincia        | Unión Argentina de Rugby        |
| Río Paraná       | Unión de Rugby del Río Paraná   |
| Río Cuarto       | Unión Riocuartense de Rugby     |
| Rosario          | Unión de Rugby de Rosario       |
| San Juan         | Unión Sanjuanina de Rugby       |

Los nueve equipos invitados fueron ocho uniones provinciales y un combinado representativo de la ciudad de La Plata, ciudad en aquel entonces conocida como Ciudad Eva Perón.

## Partidos
|  | Preliminar       | Preliminar       | Preliminar       |                  |    | Cuartos de final   | Cuartos de final   | Cuartos de final   |  |           | Semifinales           | Semifinales           | Semifinales           |   |  | Final        | Final        | Final        |  |
|  | 8 de agosto      | 8 de agosto      | 8 de agosto      |                  |    | 15 al 29 de agosto | 15 al 29 de agosto | 15 al 29 de agosto |  |           | 9 al 12 de septiembre | 9 al 12 de septiembre | 9 al 12 de septiembre |   |  | 3 de octubre | 3 de octubre | 3 de octubre |  |
|  |                  |                  |                  |                  |    |                    |                    |                    |  |           |                       |                       |                       |   |  |              |              |              |  |
|  |                  |                  |                  |                  |    |                    |                    |                    |  |           |                       |                       |                       |   |  |              |              |              |  |
|  |                  |                  |                  |                  |    |                    |                    |                    |  |           |                       |                       |                       |   |  |              |              |              |  |
|  |                  |                  |                  |                  |    |                    |                    |                    |  |           |                       |                       |                       |   |  |              |              |              |  |
|  |                  |                  |                  |                  |    |                    |                    |                    |  |           |                       |                       |                       |   |  |              |              |              |  |
|  |                  | Provincia        | Provincia        | 50               |    |                    |                    |                    |  |           |                       |                       |                       |   |  |              |              |              |  |
|  |                  |                  |                  | 50               |    |                    |                    |                    |  |           |                       |                       |                       |   |  |              |              |              |  |
|  |                  |                  | Río Cuarto       | Río Cuarto       | 3  |                    |                    |                    |  |           |                       |                       |                       |   |  |              |              |              |  |
|  | Río Cuarto       | Río Cuarto       | Río Cuarto       | Río Cuarto       | 3  | 3                  |                    |                    |  |           |                       |                       |                       |   |  |              |              |              |  |
|  | Río Cuarto       | Río Cuarto       |                  |                  |    |                    |                    |                    |  |           |                       |                       |                       |   |  |              |              |              |  |
|  | Cuyo             | Cuyo             | 0                |                  |    |                    |                    |                    |  |           |                       |                       |                       |   |  |              |              |              |  |
|  | Cuyo             | Cuyo             | 0                |                  |    |                    |                    |                    |  | Provincia | Provincia             | 35                    |                       |   |  |              |              |              |  |
|  |                  |                  |                  |                  |    |                    |                    |                    |  | Provincia | Provincia             | 35                    |                       |   |  |              |              |              |  |
|  |                  |                  | Centro           | Centro           | 6  |                    |                    |                    |  |           |                       |                       |                       |   |  |              |              |              |  |
|  |                  |                  | Centro           | Centro           | 6  |                    |                    |                    |  |           |                       |                       |                       |   |  |              |              |              |  |
|  |                  |                  |                  |                  |    |                    |                    |                    |  |           |                       |                       |                       |   |  |              |              |              |  |
|  |                  |                  |                  |                  |    |                    |                    |                    |  |           |                       |                       |                       |   |  |              |              |              |  |
|  |                  | Centro           | Centro           | 10               |    |                    |                    |                    |  |           |                       |                       |                       |   |  |              |              |              |  |
|  |                  |                  |                  | 10               |    |                    |                    |                    |  |           |                       |                       |                       |   |  |              |              |              |  |
|  |                  |                  | Río Paraná       | Río Paraná       | 6  |                    |                    |                    |  |           |                       |                       |                       |   |  |              |              |              |  |
|  |                  |                  | Río Paraná       | Río Paraná       | 6  |                    |                    |                    |  |           |                       |                       |                       |   |  |              |              |              |  |
|  |                  |                  |                  |                  |    |                    |                    |                    |  |           |                       |                       |                       |   |  |              |              |              |  |
|  |                  |                  |                  |                  |    |                    |                    |                    |  |           |                       |                       |                       |   |  |              |              |              |  |
|  |                  |                  |                  |                  |    |                    |                    |                    |  |           |                       | Provincia             | Provincia             | 9 |  |              |              |              |  |
|  |                  |                  |                  |                  |    |                    |                    |                    |  |           |                       |                       |                       | 9 |  |              |              |              |  |
|  |                  |                  | Ciudad Eva Perón |                  |    |                    |                    |                    |  |           |                       |                       |                       |   |  |              |              |              |  |
|  |                  |                  |                  |                  |    |                    |                    |                    |  |           |                       |                       |                       |   |  |              |              |              |  |
|  |                  |                  |                  |                  |    |                    |                    |                    |  |           |                       |                       |                       |   |  |              |              |              |  |
|  |                  |                  |                  |                  |    |                    |                    |                    |  |           |                       |                       |                       |   |  |              |              |              |  |
|  |                  | Norte            | Norte            | 11               |    |                    |                    |                    |  |           |                       |                       |                       |   |  |              |              |              |  |
|  |                  |                  |                  | 11               |    |                    |                    |                    |  |           |                       |                       |                       |   |  |              |              |              |  |
|  |                  |                  | Rosario          | Rosario          | 0  |                    |                    |                    |  |           |                       |                       |                       |   |  |              |              |              |  |
|  | Rosario          | Rosario          | Rosario          | Rosario          | 0  | 14                 |                    |                    |  |           |                       |                       |                       |   |  |              |              |              |  |
|  | Rosario          | Rosario          |                  |                  |    |                    |                    |                    |  |           |                       |                       |                       |   |  |              |              |              |  |
|  | Mar del Plata    | Mar del Plata    | 0                |                  |    |                    |                    |                    |  |           |                       |                       |                       |   |  |              |              |              |  |
|  | Mar del Plata    | Mar del Plata    | 0                |                  |    |                    |                    |                    |  | Norte     | Norte                 | 6                     |                       |   |  |              |              |              |  |
|  |                  |                  |                  |                  |    |                    |                    |                    |  | Norte     | Norte                 | 6                     |                       |   |  |              |              |              |  |
|  |                  |                  | Ciudad Eva Perón | Ciudad Eva Perón | 9  |                    |                    |                    |  |           |                       |                       |                       |   |  |              |              |              |  |
|  |                  |                  | Ciudad Eva Perón | Ciudad Eva Perón | 9  |                    |                    |                    |  |           |                       |                       |                       |   |  |              |              |              |  |
|  |                  |                  |                  |                  |    |                    |                    |                    |  |           |                       |                       |                       |   |  |              |              |              |  |
|  |                  |                  |                  |                  |    |                    |                    |                    |  |           |                       |                       |                       |   |  |              |              |              |  |
|  |                  | Capital          | Capital          | 3                |    |                    |                    |                    |  |           |                       |                       |                       |   |  |              |              |              |  |
|  |                  |                  |                  | 3                |    |                    |                    |                    |  |           |                       |                       |                       |   |  |              |              |              |  |
|  |                  |                  | Ciudad Eva Perón | Ciudad Eva Perón | 13 |                    |                    |                    |  |           |                       |                       |                       |   |  |              |              |              |  |
|  | San Juan         | San Juan         | Ciudad Eva Perón | Ciudad Eva Perón | 13 | 5                  |                    |                    |  |           |                       |                       |                       |   |  |              |              |              |  |
|  | San Juan         | San Juan         |                  |                  |    |                    |                    |                    |  |           |                       |                       |                       |   |  |              |              |              |  |
|  | Ciudad Eva Perón | Ciudad Eva Perón | 13               |                  |    |                    |                    |                    |  |           |                       |                       |                       |   |  |              |              |              |  |
|  | Ciudad Eva Perón | Ciudad Eva Perón | 13               |                  |    |                    |                    |                    |  |           |                       |                       |                       |   |  |              |              |              |  |
|  |                  |                  |                  |                  |    |                    |                    |                    |  |           |                       |                       |                       |   |  |              |              |              |  |

### Ronda Preliminar
| 8 de agosto | Río Cuarto          | 3 - 0   | Cuyo | Río Cuarto,             |                         |
|             | Penal: H. Degiovani | Reporte |      | Árbitro(s): H. Misischi | Árbitro(s): H. Misischi |

| 8 de agosto | Rosario                                                                      | 14 - 0  | Mar del Plata | Rosario,              |                       |
|             | Tries: B. Galli A. Drincovich Conversiones: J. Arce Penales: J. Álvarez Dunn | Reporte |               | Árbitro(s): J. Walker | Árbitro(s): J. Walker |

| 8 de agosto | San Juan                                     | 5 - 13  | Ciudad Eva Perón                                             | San Juan,                          |                                    |
|             | Tries: C. González Conversiones: C. González | Reporte | Tries: E. Vergara M. Morón Conversiones: E. Vergara M. Morón | Árbitro(s): A. J. Castilla Andrada | Árbitro(s): A. J. Castilla Andrada |

### Cuartos de final
| 22 de agosto | Provincia | 50 - 3  | Río Cuarto          | Estadio G.E.B.A., Buenos Aires |                         |
|              | Tries: R. Grosse O. Bernacchi E. Caffarone M. Sarandón E. Holmgren Conversiones: R. Frigerio O. Bernacchi G. Ehrman | Reporte | Penal: H. Degiovani | Árbitro(s): J. Dell'Era        | Árbitro(s): J. Dell'Era |

| 15 de agosto | Centro                                                  | 10 - 6  | Río Paraná                           | Córdoba,            |                     |
|              | Tries: J. Gutiérrez C. Cadario Conversiones: A. Rizzuto | Reporte | Tries: J. Sandiano Penales: E. Torné | Árbitro(s): J. Knox | Árbitro(s): J. Knox |

| 29 de agosto | Norte                                                    | 11 - 0  | Rosario | Tucumán,                |                         |
|              | Tries: J. Terán Conversiones: J. Terán Penales: J. Terán | Reporte |         | Árbitro(s): J. Dell'Era | Árbitro(s): J. Dell'Era |

| 15 de agosto | Capital       | 3 - 13  | Ciudad Eva Perón                                                                       | Estadio G.E.B.A., Buenos Aires |                       |
|              | Drop: O. Elía | Reporte | Tries: E. Vergara A. De Cucco Conversiones: D. Montes R. Gorostiaga Penales: D. Montes | Árbitro(s): J. Walker          | Árbitro(s): J. Walker |

### Semifinales
| 9 de septiembre | Provincia | 35 - 6  | Centro                          | Estadio G.E.B.A., Buenos Aires |                         |
|                 | Tries: E. Caffarone O. Bernacchi E. Holmgren A. Salinas J. Guidi J. C. Di Franco O. Martínez Conversiones: O. Bernacchi | Reporte | Tries: O. Bissio Penales: Rizzo | Árbitro(s): F. Lamastra        | Árbitro(s): F. Lamastra |

| 12 de septiembre | Norte                                  | 6 - 9 (t.e.) | Ciudad Eva Perón            | Estadio G.E.B.A., Buenos Aires |                        |
| | Tries: V. Montini Drop: A. Frías Silva | Reporte      | Tries: E. Brea H. Carnicero | Árbitro(s): Oscar Noon         | Árbitro(s): Oscar Noon |
| El encuentro finalizó 6-6 en tiempo regular. Primera semifinal ganada por un equipo que no sea Provincia o Capital. |                                        |              |                             |                                |                        |

### Final
| 3 de octubre | Provincia                                          | 9 - 8   | Ciudad Eva Perón                                                        | Club Atlético San Isidro, San Isidro                           |                                                                |
|              | Tries: E. Caffarone A. Palma Penales: O. Bernacchi | Reporte | Tries: R. Gorostiaga Conversiones: R. Gorostiaga Penales: R. Gorostiaga | Asistencia: 5.404 espectadores Árbitro(s): Aurelio Guglielmini | Asistencia: 5.404 espectadores Árbitro(s): Aurelio Guglielmini |

| Bandera de la Provincia de Buenos Aires |
| Provincia Campeón                       |
| Octavo título                           |

## Estadísticas

### Máximos anotadores
| Pos. | Nombre        | Equipo    | Try | Con. | Pen. | Pts. |
| ---- | ------------- | --------- | --- | ---- | ---- | ---- |
| 1    | O. Bernacchi  | Provincia | 4   | 5    | 1    | 25   |
| 2    | E. Caffarone  | Provincia | 7   |      |      | 21   |
| 3    | R. Grosse     | Provincia | 5   |      |      | 15   |
| 4    | J. Terán      | Norte     | 1   | 1    | 2    | 11   |
| 5    | R. Gorostiaga | La Plata  | 1   | 2    | 1    | 10   |